# グアダルーペ (スペイン)
グアダルーペ（スペイン語: Guadalupe）は、スペイン・エストレマドゥーラ州カセレス県のムニシピオ（基礎自治体）。

## 歴史

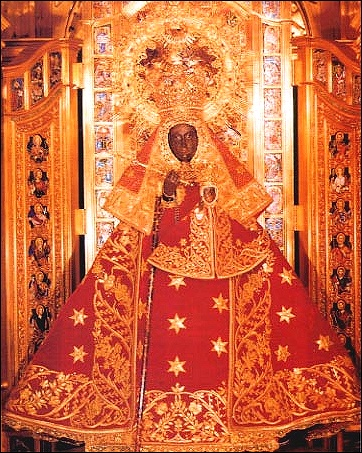
グアダルーペの聖母像

一説によると、聖ルカがグアダルーペの聖母の彫像を彫り、この彫像とともにグアダルーペに埋葬されたとされている。4世紀にルカの遺体とともに彫像はコンスタンティノープルへと移された。590年、ローマ教皇グレゴリウス1世は、特別に作らせた礼拝堂へ彫像を納めた。ローマが疫病の大流行に見舞われた際には、グレゴリウス1世は聖母の彫像に取りなしを祈ったという。ペストの終焉後には人々が礼拝行進を行う一方、サンタンジェロ城の頂上に天使が姿を現し、人々に呼びかけた。ローマのグレゴリウス1世はセビーリャ大司教レアンドロに宛てて聖母の彫像を贈った。ローマからセビーリャへの途上、彫像を託された修道士イシードロは海上で大嵐に見舞われるが、聖母の庇護を受け無事にセビーリャへ到着した。レアンドロは彫像を教会祭壇に据え、彫像はイスラーム教徒が侵攻してくるまで崇敬の対象となった。714年以降、高位聖職者たちはイスラーム侵攻から逃れようとイベリア半島北部へ向かい、彼らは聖母の彫像や聖遺物の一部を持ち出し、グアダルーペ河岸へ隠した。グアダルーペとは、「隠された川」という意味である。一人の羊飼いが聖母マリアを幻視するまで、彫像は隠されたままであった。13世紀後半または14世紀初頭のこの土地において、ヒル・コルデロという羊飼いの前に聖母マリアが出現したという古い伝説がある。
グアダルーペ河岸に修道院が建てられ、周囲に人々が入植した。修道院は聖母マリアにささげられたもので、14世紀～18世紀に建造されたとされる。初めてこの定住地が歴史上で名を現すのは、アルフォンソ11世時代の1340年、タラベラ・デ・ラ・レイナの町に属していたグアダルーペが住民に与えられた時である。1347年にはプエブラ・デ・サンタ・マリア・デ・グアダルーペ(Puebla de Santa María de Guadalupe)という名前の町として知られていた。1349年、王はグアダルーペの町の支配権を修道院に与えた。これは、アンシャン・レジームが崩壊しムニシピオが創設された1820年に初めて町役場が設置されるまで存続した。1834年以降、町はログロサン教区に属し、1842年の調査では700世帯・3,835人が暮らしていた。

## 経済
自治体収入における比率がもっとも高いのは観光業である。次いで農業（穀物、オリーブ、ワイン、野菜の生産）、畜産業である。

## 人口
| グアダルーペ (スペイン)の人口推移 1900－2010            |
|                                                         |
| 出典:INE（スペイン国立統計局）1900年 - 1991年、1996年 - |

## 建築物
- サンタ・マリア・デ・グアダルーペ王立修道院

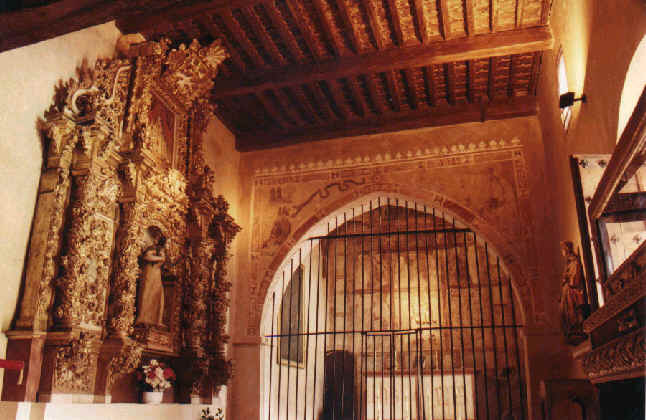
カトリック両王の建てたミラベル宮殿礼拝堂
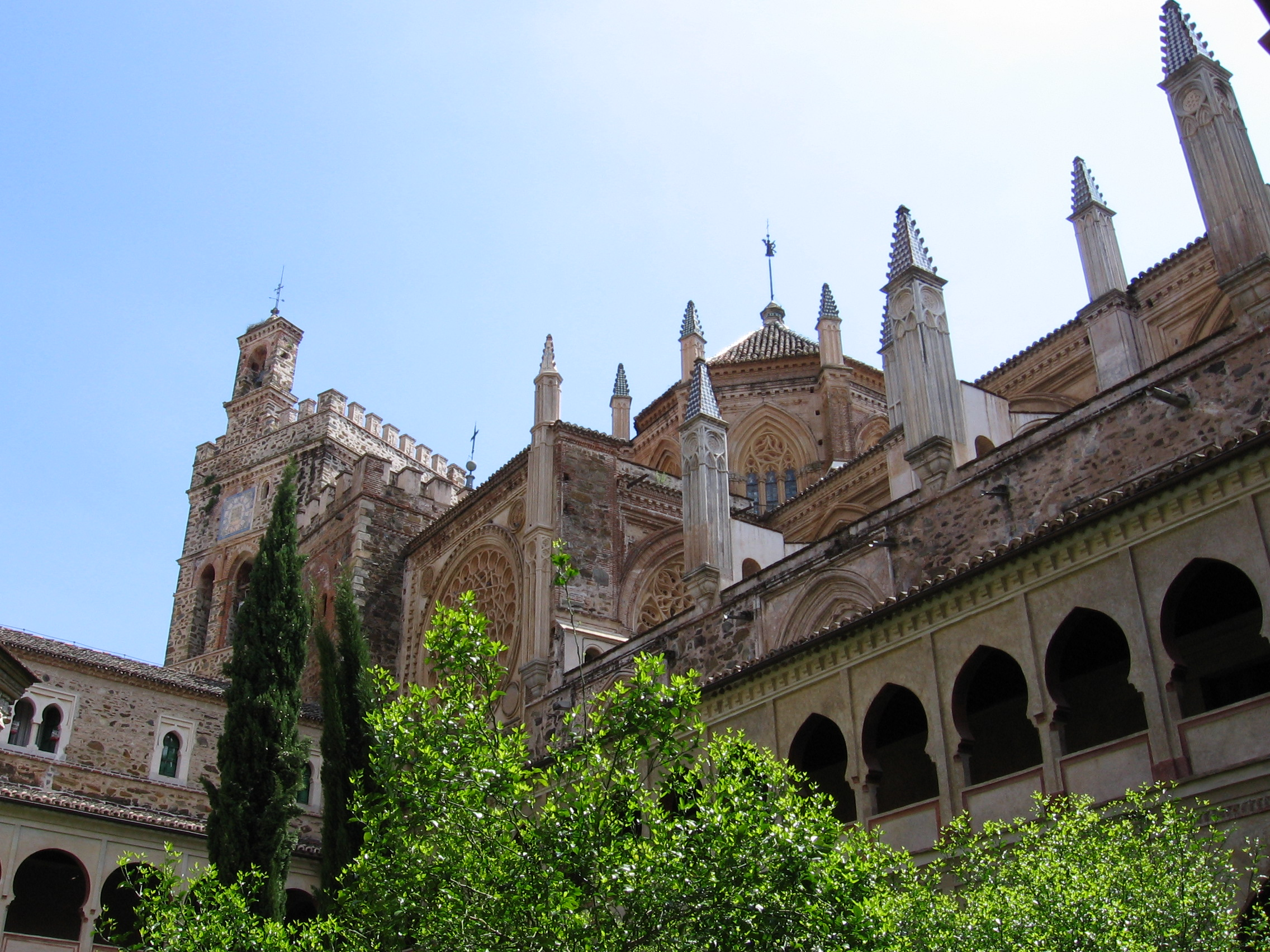
修道院のムデハル様式の回廊